# Междулесье (Озёрский городской округ)
Междулесье (до 1946 — Альт-Талау (нем. Alt Thalau)) — посёлок в Озёрском муниципальном округе Калининградской области.

## География
Находится в южной части Калининградской области, в зоне хвойно-широколиственных лесов, в пределах Виштынецкой возвышенности, на левом берегу реки Анграпы, на расстоянии примерно 4 километров (по прямой) к юго-западу от города Озёрска, административного центра района. Абсолютная высота — 117 метров над уровнем моря.

### Климат
Климат характеризуется как переходный от морского к умеренно континентальному. Среднегодовая температура воздуха — 7,7 °C. Средняя температура воздуха самого холодного месяца (января) — −2,9 °C (абсолютный минимум — −35 °C); самого тёплого месяца (июля) — 18,7 °C (абсолютный максимум — 36 °C). Годовое количество атмосферных осадков — 775 мм, из которых большая часть выпадает в тёплый период.

### Часовой пояс
Посёлок Междулесье как и вся Калининградская область, находится в часовой зоне МСК−1. Смещение применяемого времени относительно UTC составляет +2:00.

## История
До 1947 года носил название Альт-Талау. В период с 2008 по 2014 годы Междулесье входило в состав Красноярского сельского поселения Озёрского района, с 2014 по 2022 годы — в состав Озёрского городского округа.

## Население
| 1863 | 1907 | 1925 | 1933 | 2002 | 2010 |
| ---- | ---- | ---- | ---- | ---- | ---- |
| 92   | ↘70  | ↗78  | ↘63  | ↘6   | ↘5   |

### Национальный состав
Согласно результатам переписи 2002 года, в национальной структуре населения русские составляли 83 %.